# Pink Fight
Pink Fight, também chamado de Pink MMA Fight, é uma organização brasileira de artes marciais mistas, que promove apenas o MMA feminino.

## Eventos
| No. | Evento            | Data e Idade                    | Local | Arena | Público | Ref.  |
| --- | ----------------- | ------------------------------- | ----- | ----- | ------- | ----- |
| 1   | PF - Pink Fight   | 29 de janeiro de 2012 (13 anos) |       |       |         | [ 3 ] |
| 2   | PF - Pink Fight 2 | 10 de março de 2012 (13 anos)   |       |       |         | [ 4 ] |

## Detentoras de cinturão
| Categoria | Campeã         | Período                             | Ref.  |
| --------- | -------------- | ----------------------------------- | ----- |
| até 55kg  | Kalindra Faria | desde 10 de março de 2012 (13 anos) | [ 1 ] |
| até 60kg  | Vanessa Porto  | desde 10 de março de 2012 (13 anos) | [ 1 ] |